# كامل بلغازي
كامل بلغازي (بالفرنسية: Kamel Belghazi )‏ (و. 1970 – م) هو ممثل من فرنسا . ولد في الجزائر .

## روابط خارجية
- كامل بلغازي على موقع IMDb (الإنجليزية)
- كامل بلغازي على موقع ألو سيني (الفرنسية)
- كامل بلغازي على موقع أول موفي (الإنجليزية)
- كامل بلغازي على موقع أول موفي (الإنجليزية)
- كامل بلغازي على موقع قاعدة بيانات الفيلم (الإنجليزية)
- كامل بلغازي على موقع كينوبويسك (الروسية)